# Krentjebrij
El krentjebrij es una especie de sopa/porridge que se sirve como un postre de forma muy tradicional en la provincia de Groningen / Norte-Drenthe, en los Países Bajos, elaborado con diversas bayas; se suele servir frío. Se le conoce también por el nombre de watergruwel o krintsjebrij en Friesland. No existe una traducción exacta al castellano de la palabra krentjebrij, aunque podría ser denominado como 'porridge de uvas pasas', o 'sopa de bayas'. Existen comercializaciones del producto en Holanda que se denominan comercialmente como Bessola.